# Македонска патриотична организация „Аргир Манасиев“ (Олбъни)
Македонската патриотична организация „Аргир Манасиев“ е секция на Македонската патриотична организация в Олбъни, Ню Йорк, САЩ. Основана е на 30 януари 1938 година в присъствието на съюзния секретар Петър Ацев. Членовете на дружеството са предимно емигранти от Гевгелийско.